# Regimiento Reforzado n.º 11 "Caupolicán"
El Destacamento Motorizado N.º 11 Caupolicán es la unidad militar más austral del Ejército de Chile que tiene base permanente en Tierra del Fuego, en la ciudad capital de la provincia, Porvenir. Es un regimiento originalmente de infantería, que cuenta con un grupo de artillería, una compañía de antiblindaje y una compañía logística independiente.
No debe ser confundido con el Batallón Cívico Movilizado Caupolicán, que fue creado durante la Guerra del Pacífico y disuelto posteriormente.

## Descripción
Actualmente este regimiento consta de las siguientes unidades:
- Batallón de Infantería n.º 11 "Caupolicán".
- Grupo de Artillería n.º 13 "Tierra del Fuego", creado en 1979, armada con obuses compactos (de montaña) italianos OTO-Melara Mod de 105 mm.
- Compañía Antiblindaje, basada en vehículos israelíes todoterreno AIL Storm, armados con cañones sin retroceso de 106 mm.
- Compañía Logística Independiente.

Al año 2013 actúa temporalmente en el sur de la isla también un grupo del Cuerpo Militar del Trabajo, en la construcción del camino que está planificado para ir más allá del Lago Fangano y la Cordillera Darwin, hasta el sector de Yendegaia, en la ribera norte del Canal del Beagle. El ejército ha publicado planes para ubicar en esta última área de la isla, probablemente en Caleta 2 de Mayo donde existe una subtenencia de Carabineros, una compañía independiente de montaña ("andina").

## Historia
Bajo la presidencia de Germán Riesco, se creó con su primer nombre de Regimiento de Infantería n.º 14. "Caupolicán", por DS. n.º 719 bis del 15 de marzo de 1906, en la ciudad de Lautaro, fijándose su fecha de aniversario para el 29 de mayo. La creación de este regimiento se produce en tiempos de afianzamiento del control militar y policial del antiguo territorio mapuche por parte del Estado chileno, que había conquistado la comarca donde se asentó la unidad apenas 25 años antes, cuando se estableció allí el Fuerte Aníbal Pinto. Para la creación del regimiento se sabe que en Lautaro había algunos problemas de seguridad, pues al año siguiente (1907) se fundaba en la localidad una compañía de bomberos con el fin de apagar ataques incendiarios atribuidos a "bandoleros".
Aun así, el paso del regimiento por Lautaro fue breve. Dos años después de instalado ahí, en 1908, se trasladó a la guarnición a Valdivia, donde permaneció por 61 años, hasta 1969.

### Tragedia del Lago Llanquihue
La noche del 28 de febrero de 1931 doce músicos de la banda del regimiento murieron en un naufragio en el Lago Llanquihue, luego de que su embarcación chocara contra otra, cuando el conjunto regresaba luego de intentar participar en un frustrado agasajo a los príncipes británicos Eduardo de Gales y Jorge de Windsor. Estos aristócratas alojaban en la ribereña mansión Centinela como parte de su visita a Chile. Los músicos no habían podido tocar para los futuros reyes debido a la apatía y estado de ebriedad del príncipe Eduardo, por lo que regresaron a Puerto Octay en la lancha Moewe, que chocó con el vapor Chile poco antes de llegar a destino. En el accidente también murió el patrón de la embarcación en que viajaba la banda.

### Terremoto de Valdivia
Tras el Terremoto de Valdivia de 1960, el regimiento tomó parte en tareas de emergencia y el cuartel del Infantería n.º 14 "Caupolicán" se usó como centro de acopio de ayuda y base para otras unidades de refuerzo enviadas a la zona de catástrofe.

### Tierra del Fuego
En 1969 el regimiento es ubicado en su cuartel actual en la Isla Grande de Tierra del Fuego. Este traslado a la ciudad Porvenir se produjo en tiempos en que el Conflicto del Beagle entre Chile y Argentina, por las pequeñas islas ubicadas más al sur de Tierra del Fuego, estaba en compás de espera y se discutía la posibilidad del laudo arbitral británico que efectivamente se iniciaría en 1971. En la época del traslado era un hecho relativamente reciente una grave escaramuza fronteriza en la Patagonia (1965), en el contexto de la disputa por la Laguna del Desierto, otra disputa territorial entre ambos países.

### 1973: Centro de torturas y ejecuciones
Tras el golpe de Estado de 1973 el regimiento fue utilizado como centro de detención y tortura de civiles por motivos de persecución política. El Informe Valech establece que el recinto fue ocupado temporalmente para estos fines, reteniéndose allí a diversas personas secuestradas a lo largo de la provincia, que en su mayoría después fueron transportadas a Punta Arenas (al Regimiento Pudeto). Durante su estancia en el Regimiento n.º 14 "Caupolicán" de Porvenir, bajo el mando del coronel Augusto Reijer Raggo, estas personas fueron sometidas a interrogatorios, torturas, golpizas, aplicaciones de electricidad, simulacros de fusilamiento y otros tratos vejatorios e ilegales, como ser obligados a dormir desnudos a la intemperie bajo el frío de la madrugada fueguina, ser incomunicados durante días en una caseta del recinto o ser sometidos a trabajos forzados y amenazas. En estos menesteres personal del regimiento, en particular del Servicio de Inteligencia Militar (SIM), también usó como centro de torturas una casa fiscal destinada de manera improvisada para esos fines en la localidad y centro petrolífero de Cerro Sombrero.
De acuerdo al Informe de la Comisión Nacional de Verdad y Reconciliación (Informe Rettig), el 24 de octubre de 1973 en este último recinto de Cerro Sombrero fue baleado durante el transcurso de una sesión de torturas el obrero de ENAP Jorge Parra Alarcón, a manos de su interrogador. Este oficial, el entonces mayor Oscar López Bustamante, jefe de la partida militar que había tomado el control de Cerro Sombrero, tras dispararle dos balazos, uno de ellos en el cráneo, entregó al obrero, creyéndolo muerto, a un oficial subordinado, el entonces teniente Eduardo Rafael Mancilla Martínez, para que trasladase el cuerpo a Porvenir. Mancilla, tras percatarse de que el obrero secuestrado aún mostraba signos de vida en la camada de la camioneta, ordenó detener el vehículo en el camino y procedió a rematarlo con dos disparos. Este fue la convicción a la que llegó la justicia chilena en un fallo del 2011, contando, entre varias otras pruebas, con la confesión de Mancilla, que afirmó que su objetivo había sido "neutralizar" al obrero agónico, al ver que este aún se movía y levantaba su cabeza en el área de carga del vehículo.
Unos días después, la noche del 29 de octubre de 1973, fueron ejecutados tres ciudadanos secuestrados en el cuartel del Infantería n.º 14 "Caupolicán" en Porvenir. Un profesor, Carlos Raúl Baigorri Hernández; un empleado de un organismo de agrario, Germán Simón Cárcamo Carrasco, y un empleado del Servicio de Impuestos Internos, Ramón Domingo González, fueron llevados a un terreno en descampado y fusilados de manera nocturna por una patrulla enviada por el coronel Rejier con ese fin. La justicia chilena condenó por estos hechos a tres miembros de la patrulla, quedando sobreseído Rejier por hallarse fallecido al momento del juicio, el 2010. Ya antes de la clarificación judicial del caso, en 1996 la Comisión Nacional de Verdad y Reconciliación había llegado a la convicción de que era inverosímil la versión militar difundida en un bando de la época de los hechos, que señalaba que estos prisioneros habían logrado escapar del recinto militar y huido, hasta avanzar a pie 20 kilómetros en un laspo de 30 minutos, llegando al lugar donde supuestamente habrían sido alcanzados y ultimados, luego de no obedecer una voz de alto, todos hechos que quedaron desacreditados en el juicio del 2010. La Comisión Rettig consideraba especialmente inconsistente que esta supuesta fuga a pie de 20 km en 30 minutos se adjudicara a tres civiles que habían sido torturados y sometidos a privaciones durante días Cabe señalar que los cuatro homicidios políticos realizados en acto de servicio por personal del entonces Regimiento n.º 14 "Caupolicán" convirtieron a esta unidad militar en la que registró más violaciones de este tipo en la Región de Magallanes a fines de 1973, según consigna el mismo Informe Rettig.

### Crisis del Beagle de 1978
En 1978, cuando se agudizó del Conflicto del Beagle de Chile con Argentina, el Infantería n.º 14 "Caupolicán" habría sido reforzado con fuerzas movilizadas por sí mismo, más algunos refuerzos de otras unidades. Una fuente naval argentina señala que al menos se instaló en la zona chilena de Tierra del Fuego una compañía reforzada del Regimiento Pudeto, en el extremo norte de la isla, y una tropa del destacamento de Infantería de Marina "Cochrane", cerca de Bahía Inútil.
Con todo, siguiendo a la misma fuente naval argentina, de haber estallado la guerra, que finalmente no se produjo, el "Caupolicán" y sus refuerzos habrían tenido que enfrentar una ofensiva de fuerzas muy superiores. Según la planificación del denominado Operativo Soberanía la oleada de ataque en esta zona consideraba una fuerza compuesta por:
- Cuatro batallones de la Infantería de Marina (BIM 1, 2, 3 y 5)
- Más una quinta BIM formada con cuadros dispersos y administrativos de dicho comando (BIM n.º 6). Estas cinco unidades habrían tenido diversos papeles activos en una ofensiva sobre la mitad chilena de la isla.
- En esta ofensiva las cinco BIM habrían contado con apoyo de un batallón de artillería de esta fuerza (BIAC) y el Batallón de Vehículos Anfibios (BIVH).

Le habría correspondido a la BIM n.º 5 trabarse con las unidades chilenas de Porvenir, lideradas por el entonces n.º 14 Capolicán, mientras las otras tropas debían ocupar territorio entre Bahía Inútil y los campos petrolíferos del norte de la isla, al tiempo que debían desarrollar pinzas de movimiento envolvente sobre las fuerzas chilenas, buscando quedar a la expectativa de apoyar la ofensiva principal argentina contra Punta Arenas, con una eventual operación anfibia de cruce del Estrecho de Magallanes.
Para mayor abundamiento, una sexta brigada de infantería de marina argentina, formada por aspirantes a suboficiales de esa fuerza, quedaba como reserva de la operación en Estancia Sara (BIM n.º 7), mientras quedaban en Río Grande otras tropas defensivas, que incluían un batallón de la Prefectura Naval ("Albatros") y el batallón antiaéreo del CIAM (BIAA). En tanto, las fuerzas argentinas acuarteladas en la parte sur de Tierra del Fuego, en Ushuaia, (el BIM n.º 4 sobre todo) tenían otros blancos en los archipiélagos australes chilenos, cruzando el Canal de Beagle.
Por todo esto se comprenderá que la perspectiva era, según la versión, muy desventajosa para una eventual defensa chilena en esta área, que contaría solo con un regimiento engrosado improvisadamente hasta formar una especie de brigada. Por otro lado las fuerzas chilenas eran en esta zona mayoritariamente conscriptos y había apenas una mínima fracción de fuerzas de élite de infantería de marina y ejército, mientras la casi totalidad de los hipotéticos atacantes si tenían esa preparación. Como sea, todas estas consideraciones, tras preparativos y movilizaciones reales, se volvieron simples elucubraciones, luego de que a la presión diplomática internacional impidiera el inicio de la guerra, que casi estalló a fines de diciembre de 1978.

### Cambios de denominación
Con fecha 13 de enero de 2003, por decreto institucional la unidad recibe su actual denominación de Regimiento Reforzado n.º 11 "Caupolican", bajo el mando de la V División de Ejército.
El 1 de enero de 2008, se le asigna como patronímico al GDB. Guillermo Arroyo Alvarado, en reconocimiento a ser su primer comandante, siendo un caso curioso, por cuanto el nombre original del regimiento, Caupolicán, ya es un patronímico en sí, que se refiere a un célebre toqui, general o caudillo militar mapuche, uno de los guerreros más afamados de su nación, cuya participación en la resistencia contra la conquista española fue inmortalizada en el poema épico La Araucana del autor ibérico Alonso de Ercilla.

### Alcances de nombre
Basado en el alcance de nombre con otras unidad militares anteriores, sea por el numeral actual ( n.º 11) o por la referencia al toqui mapuche Caupolicán, el Ejército de Chile suele afirmar en sus materiales de divulgación y publicidad que la unidad tendría sus orígenes en otras formaciones que no guardan solución de continuidad institucional directa con ella. De esta manera, se señala que la unidad se remontaría a la Guerra contra España, cuando, con fecha 1 de marzo de 1866, se creó un Batallón n.º 11 de Línea (se debe recordar que el actual regimiento en realidad se creó como n.º 14 y fue renombrado solo a principios del siglo XXI). El decreto disponía que ese antiguo n.º 11 se organizara como dos compañías para ocupar las plazas costeras de Toltén y Quidico.
También se debe precisar que esos era puestos fronterizos en lugares que Chile intentaba conquistar a los indígenas mapuches. En el marco del proceso conocido como Ocupación de La Araucanía los militares chilenos habían avanzado sus conquista hace poco tiempo hasta esas posiciones de Quidico y Toltén. Por ejemplo se había fundado el Fuerte Quidico recién el año anterior al decreto, en 1865, mientras que en Toltén se oficializaría un puesto o "puerto militar" solo al año siguiente de la creación de esta pasajera unidad, en 1867. Por lo que se comprenderá que la creación de ese antiguo regimiento n.º 11 en realidad se relacionaba principalmente con el sometimiento de la población local mapuche y se asociaba en la práctica en mucho menor medida con la Guerra hispano-sudamericana de 1866 que citan las fuentes de divulgación militar.
Una segunda unidad no relacionada es reclamada en el material de promoción y comunicaciones del Ejército como origen del actual regimiento. Durante el inicio de la Guerra del Pacífico se creó el Batallón Cívico Movilizado Caupolicán en Santiago, con restos del personal de un anterior y disuelto Regimiento "Valdivia". Este Caupolicán era una unidad de milicia que, tras su participación en las Batallas de Chorrillos el 13 de enero de 1881, y en Miraflores el 15 de enero de 1881, fue integrado temporalmente a la fuerza regular por el Ministerio de la Guerra, con fecha 27 de octubre de 1881, como Batallón de Infantería n.º 9 de Línea "Caupolicán". Esta última unidad, posteriormente disuelta, tampoco dio origen al regimiento actual, que en cambio fue creado 1906 en La Araucanía, en el marco de la política de control territorial de zonas mapuches recientemente anexados por el Estado de Chile, ubicándose inicialmente en la localidad de Lautaro. Debido a esta asociación de alcance de nombre con el antiguo Batallón Cívico Movilizado Caupolicán, en el himno de la actual unidad ésta se atribuye inexactamente tener participación en las batallas a las afueras de Lima de 1881, en las que este regimiento actualmente sito en Tierra del Fuego no tuvo realmente participación..

## Himno
Oh gigante de tierras australes

Paladín de justicia y bravor

Centinela Chileno esforzado

Que heredaste del Toqui su honor

Si la Patria mañana nos llama

A probar nuestro temple titán

Marcharemos airosos soldados

Como todo buen Caupolicán

Los defensores, más abnegados

De nuestra Patria siempre serán

Soldados nobles y aguerridos

Del Destacamento Caupolicán.

Los defensores, más abnegados

De nuestra Patria siempre serán

Soldados nobles y aguerridos

Del Regimiento Caupolicán.

Miraflores, Chorrillos valientes

Fueron huestes del auro si par

Quién otrora al noveno de línea

Con su sangre a la frente alabad

Que la escarcha y el viento no opaquen

Al Soldado su orgullo y su honor

Dos veces primero, eres uno

Te llevamos en el corazón

Los defensores, más abnegados

De nuestra Patria siempre serán

Soldados nobles y aguerridos

Del Regimiento Caupolicán

Los defensores, más abnegados

De nuestra Patria siempre serán

Soldados nobles y aguerridos

Del Regimiento Caupolicán